# Cladoxerus bispinosus
Cladoxerus bispinosus är en insektsart som beskrevs av Salvador de Toledo Piza Júnior 1939. Cladoxerus bispinosus ingår i släktet Cladoxerus och familjen Phasmatidae. Inga underarter finns listade i Catalogue of Life.